# Mestre de Bedford
O Mestre de Bedford foi um iluminador que viveu em Paris durante o século XV. Recebeu este nome pelo trabalho que fez em dois livros ilustrados para João de Lencastre, Duque de Bedford entre 1415 e 1435. Uma dessas obras são as chamadas Horas de Bedford, um livro de horas que hoje está na Biblioteca Britânica. Outras obras são o Salisbury Breviary (na Royal Collection).
Acredita-se que o Mestre de Bedford foi diretor de alguma oficina pois existe também o Mestre de Dunois, conhecido como Chief Associate of the Bedford Master.